# Gastrolobium ovalifolium
Gastrolobium ovalifolium är en ärtväxtart som beskrevs av Arthur Henfrey. Gastrolobium ovalifolium ingår i släktet Gastrolobium och familjen ärtväxter. Inga underarter finns listade i Catalogue of Life.